# Liste der Baudenkmale in Frankfurt (Oder)
Die Liste der Baudenkmale in Frankfurt (Oder) enthält alle Baudenkmale im Stadtgebiet der brandenburgischen Stadt Frankfurt (Oder). Grundlage ist die Landesdenkmalliste mit dem Stand vom 31. Dezember 2021.
Die Baudenkmale in den Außenbereichen von Frankfurt (Oder) sind in der Liste der Baudenkmale in Frankfurt (Oder) (Außenbereiche) aufgeführt.
Frankfurt (Oder) weist wegen seiner langen Geschichte viele Denkmäler auf. Es gibt neben Bau-, Flächen-, Bodendenkmälern und Denkmalbereichen viele Denkmäler im engeren Sinne. Fast genauso viele sind jedoch auch verloren gegangen.

## Legende
In den Spalten befinden sich folgende Informationen:
- ID-Nr.: Die Nummer wird vom Brandenburgischen Landesamt für Denkmalpflege vergeben. Ein Link hinter der Nummer führt zum Eintrag über das Denkmal in der Denkmaldatenbank. In dieser Spalte kann sich zusätzlich das Wort Wikidata befinden, der entsprechende Link führt zu Angaben zu diesem Denkmal bei Wikidata.
- Lage: die Adresse des Denkmales und die geographischen Koordinaten. Link zu einem Kartenansichtstool, um Koordinaten zu setzen. In der Kartenansicht sind Denkmale ohne Koordinaten mit einem roten beziehungsweise orangen Marker dargestellt und können in der Karte gesetzt werden. Denkmale ohne Bild sind mit einem blauen bzw. roten Marker gekennzeichnet, Denkmale mit Bild mit einem grünen beziehungsweise orangen Marker.
- Bezeichnung: Bezeichnung in den offiziellen Listen des Brandenburgischen Landesamtes für Denkmalpflege. Ein Link hinter der Bezeichnung führt zum Wikipedia-Artikel über das Denkmal.
- Beschreibung: die Beschreibung des Denkmales
- Bild: ein Bild des Denkmales und gegebenenfalls einen Link zu weiteren Fotos des Baudenkmals im Medienarchiv Wikimedia Commons

## Allgemein
| ID-Nr.   | Lage                    | Bezeichnung | Beschreibung | Bild |
| -------- | ----------------------- | --- | ------------ | --- |
| 09110076 | Frankfurt (Oder) (Lage) | Satzung der Stadt Frankfurt (Oder) über die Unterschutzstellung des Denkmalbereichs Gubener Vorstadt (Denkmalbereichssatzung Gubener Vorstadt)                               |              | BW |
| 09110286 | Frankfurt (Oder) (Lage) | Satzung der Stadt Frankfurt (Oder) über die Unterschutzstellung des Denkmalbereiches „Halbe Stadt“ (Denkmalbereichssatzung Halbe Stadt)                                      |              | BW |
| 09110193 | Frankfurt (Oder) (Lage) | Satzung für den Denkmalbereich Lessingstraße in Frankfurt (Oder) |              | BW |
| 09110287 | Frankfurt (Oder) (Lage) | Satzung für den Denkmalbereich Paulinenhofsiedlung (historische Gartensiedlung) in Frankfurt (Oder)                                                                          |              | BW |
| 09110233 | Frankfurt (Oder) (Lage) | Satzung der Stadt Frankfurt (Oder) über die Unterschutzstellung des Denkmalbereichs „Stadtteil am Grünen Weg“ (Denkmalbereichssatzung „Stadtteil am Grünen Weg“)             |              | [[Vorlage:Bilderwunsch/code!/C:52.34849,14.539288!/D:Frankfurt (Oder), Satzung der Stadt Frankfurt (Oder) über die Unterschutzstellung des Denkmalbereichs „Stadtteil am Grünen Weg“ (Denkmalbereichssatzung „Stadtteil am Grünen Weg“) '"`UNIQ--ref-00000007-QINU`"'!/\|BW]]              |
| 09110430 | Frankfurt (Oder) (Lage) | Satzung der Stadt Frankfurt (Oder) über die Unterschutzstellung des Denkmalbereichs „Platz an der Friedenskirche“ (Denkmalbereichssatzung „Platz an der Friedenskirche“)     |              | [[Vorlage:Bilderwunsch/code!/C:52.348843,14.552038!/D:Frankfurt (Oder), Satzung der Stadt Frankfurt (Oder) über die Unterschutzstellung des Denkmalbereichs „Platz an der Friedenskirche“ (Denkmalbereichssatzung „Platz an der Friedenskirche“) '"`UNIQ--ref-00000008-QINU`"'!/\|BW]]     |
| 09110431 | Frankfurt (Oder) (Lage) | Satzung der Stadt Frankfurt (Oder) über die Unterschutzstellung des Denkmalbereichs „Marktplatz und Oberkirchplatz“ (Denkmalbereichssatzung „Marktplatz und Oberkirchplatz“) |              | [[Vorlage:Bilderwunsch/code!/C:52.343786,14.554788!/D:Frankfurt (Oder), Satzung der Stadt Frankfurt (Oder) über die Unterschutzstellung des Denkmalbereichs „Marktplatz und Oberkirchplatz“ (Denkmalbereichssatzung „Marktplatz und Oberkirchplatz“) '"`UNIQ--ref-00000009-QINU`"'!/\|BW]] |

## Baudenkmale
| ID-Nr.   | Lage | Bezeichnung | Beschreibung | Bild |
| -------- | --- | --- | --- | --- |
| 09110101 | (Lage) | Wohnsiedlung Paulinenhof | Entwurf: Martin Kießling, Bauherr: Siedlungsgesellschaft Ostmark m. b. H., errichtet 1922–1925, erweitert 1926–1928, teilzerstört 1945 | weitere Bilder |
| 09110034 | (Lage) | Lennépark: Parkanlage mit Gedenkobelisk für die Schöpfer der Anlage und mythologischer Figurengruppe | Datierung 1833/1845, Umbau 1894, Teilzerstörung 1945, Wiederaufbau 1960/1980; Entwurf Peter Joseph Lenné, Bauleitung Friedrich Schmeißer, Bauleitung Gerhardt | weitere Bilder |
| 09110064 | Am Graben 4–6, Lebuser Mauerstraße 24, 24a, Schulstraße (Lage) | Altes Gaswerk mit Gasometer und Betriebsgebäuden einschließlich des Schornsteins sowie der Einfriedungsmauer | Datierung 1855, Erweiterung 1863 & 1865 & 1880–1881 & 1892 | weitere Bilder |
| 09110033 | Am Hauptfriedhof 1 (Lage) | Hauptfriedhof mit Krematorium, Trauerhalle, Gebäude für die Friedhofsverwaltung, historischen Einfriedungsmauern, den Grün- und Wegesystemen, Schöpfbecken, Treppen- und Brunnenanlagen sowie historischen Grabstätten und einem Wirtschaftsgebäude | Datierung 1879, Erweiterung 1904 & 1920/1930. Die Feierhalle mit Krematorium wurde 1929/1930 vom Frankfurter Stadtbaumeister Josef Gesing erbaut. | weitere Bilder |
| 09110104 | Am Kleistpark 8–12 (Lage) | Wohnhäuser | erbaut 1902–1912, Mietshausgruppe des Beamten-Wohnungs-Vereins, vermutlich Entwurf und Ausführung von G. Wersich | Wohnhäuser |
| 09110296 | August-Bebel-Straße 1 (Lage) | Portalkran („Bockkran“), auf dem ehemaligen Güterbahnhof | Datierung 1898, Hersteller Firma Becker | weitere Bilder |
| 09110295 | August-Bebel-Straße 1 (Lage) | Schwenkarmkran („Krummer Kran“), auf dem ehemaligen Güterbahnhof | Datierung 1870 | Krummer Kran |
| 09110220 | August-Bebel-Straße 2–4 (Lage) | Telegraphen-Zeugamt, bestehend aus drei Hauptgebäuden und zwei Garagenreihen | Bauherr: Reichspostdirektion. Erbaut 1926–1928 von Regierungsbaumeister Schleyer. Entwurf & Ausführung Behr | weitere Bilder |
| 09110085 | August-Bebel-Straße 12 (Lage) | Kaserne des Grenadierregiments Prinz Karl von Preußen Nr. 12, bestehend aus Hauptkaserne (seit um 2000 Universitätsgebäude), Ostkaserne, Exerzierhaus mit Wasserturm, Waffenmeisterei mit Stabsstall und gemauerter Einfriedung | erbaut 1878–1881 | ehemalige Kaserne |
| 09110105 | August-Bebel-Straße 18–24 (Lage) | Hindenburgschule mit Nebengebäuden und angrenzender Wohnhausbebauung und zugehörigen Freiflächen einschließlich ihrer Durchwegung | Das Gebäude wurde nach den Plänen von Josef Gesing unter dem Stadtbaurat Hugo Althoff von der GAGFAH in der damaligen Hindenburgstraße 1926 erbaut und 1927 als Hindenburgschule eingeweiht. Es gab kleine Trinkwasserbrunnen auf den Fluren und im Keller befand sich eine Lehrküche, ein Plättraum, eine Waschküche und ein großer Duschraum. Mit 39 Räumen gab es neben einem Physik- und Chemiezimmer auch Werkräume und einen Handarbeitsraum. Die Aula, mit ihren bleiverglasten Fenstern lag im dritten Geschoss. Auf ihrer Bühne befand sich eine Orgel der Firma W. Sauer. Mit 900.000 Reichsmark erfolgte zur Hofseite der Anbau einer Turnhalle. Während des Zweiten Weltkriegs wurde die Schule als Lazarett genutzt. Nach Ende des Krieges waren in dem Gebäude unterschiedliche Schulen ansässig. Seit dem Ende des 20. Jahrhunderts befindet sich dort die Grundschule Erich Kästner. Das Schulgebäude wurde als Baublock mit sechs Wohnhäusern mit insgesamt 36 Wohnungen errichtet. | weitere Bilder |
| 09110216 | August-Bebel-Straße 29–32, Maxim-Gorki-Straße 1–5, Rathenaustraße 1–3, Fontanestraße 4, 5 (Lage)                                                                                 | Wohnanlage mit Vorgarten | Die 1928 errichteten Gebäudekomplexe „Deutsches Heim“ stehen in der Tradition des gesunden Wohnens der in den 1920er Jahren gegründeten Wohnungsbaugenossenschaften als Gegensatz zu den Wohnverhältnissen in den Mietskasernen. Bauherren waren die Baugenossenschaft „Deutsches Heim“ und der Architekt Otto Peter (der auch das Gemeindehaus der evangelischen Kreuzkirchengemeinde und das Verwaltungsgebäude der Frankfurter Elektrizitätswerke [1945 zerstört] entwarf). Ähnlich den „Ostmarkbauten“ Martin Kießlings entstanden bezahlbare Wohnungen mit Innen-WC und Badewanne. Da Bewegung und frische Luft wichtigen Aspekte gesunden Wohnens waren, wurde der rückwärtige Innenhof mit Kinderspielwiesen, Aufenthalts- und Ruheplätzen gestaltet. Mülltonnen verschwanden in eigens errichteten Pavillons. | weitere Bilder |
| 09110204 | August-Bebel-Straße 34, Dr.-Ernst-Ruge-Straße 5–12, Dr.-Hedwig-Hahn-Straße 1a, Dr.-Ursula-Sellschopp-Straße 1, 1a, 2, 2a–c, 3, 3a–b, 7–10, Fritz-Lindemann-Ring 10, 28–44 (Lage) | Nuhnenkaserne, Kaserne des Feldartillerie-Regiments Nr. 18, bestehend aus Mannschaftshaus I mit Stallanlage I und Reithalle I, Reithalle II, originaler Pflasterung im östlichen Teil des Kasernengeländes, Mannschaftshaus II, Familienhaus (Stabshaus), Mannschaftshaus III (Heeresfachschule), Einfriedung an der Süd-, West- und Ostseite des Kasernengeländes, Reitplatz und Exerzierplatz zwischen Kaserne I und Stallanlage I, Exerzierplatz vor Kaserne II einschließlich des Baumbestands, Grünflächen, welche die Mannschaftsgebäude und Platzanlagen der Nuhnenkaserne umgeben, Pferdestall IV und Krankenstall | Datierung: 1873–1876. Erweiterung: 1897–1902. Entwurf: von Rosstäuscher & von Spitzner. Nutzer: Feldartillerie-Regiment-General-Feldzeugmeister Nr. 18 | August-Bebel-Straße 35 |
| 09110084 | August-Bebel-Straße 116–124, Albert-Fellert-Straße 42, 43 (Lage) | Wohnanlage | Entwurf & Bauleitung: Josef Gesing, Architekt, Stadtbaumeister. Bauherr: Wohnungsbaugesellschaft Frankfurter Wohnungsfürsorge GmbH | weitere Bilder |
| 09110464 | Bachgasse 4 (Lage) | Historisches Straßenbahndepot, bestehend aus fünf Hallen und zwei ehemaligen Lagergebäuden sowie aus der Sammlung historischer Schienenfahrzeuge und der technischen Werkstattausstattung | | weitere Bilder |
| 09110243 | Bachgasse 10a, Heinrich-von-Stephan-Straße 3 (Lage) | Amtsgericht (heute Staatsanwaltschaft) mit östlichem Hofflügel | Datierung: 1931–1938. Umbau: 1992. Entwurf: Regierungsbaurat Tetanen & Regierungsbaurat Kuner. Ausführung: Frankfurter Bauhütte GmbH. | Amtsgericht (heute Staatsanwaltschaft) mit östlichem Hofflügel |
| 09110080 | Bahnhofstraße 1–4, 15–19, 22–26, Heilbronner Straße 3, 4, 6–8, 10–14 (Lage) | Wohnbebauung mit Vorgärten und rückwärtigen Hofbereichen, dem kleinen Platz an der Bahnhof- und Spieckerstraße sowie der Substruktion vor der Heilbronner Straße 11–14 | Datierung: 1951–1956. Entwurf: Architekt Hermann Henselmann | weitere Bilder |
| 09110236 | Bahnhofstraße 7 (Lage) | Bahnbetriebsgebäude | Datierung: 1852/1860 | Bahnbetriebsgebäude |
| 09110191 | Bahnhofstraße 21 (Lage) | Musikinstrumentenfabrik | Kunstvoll ausgeführte Südfassade. Gebäude steht am Bahnhofsberg hinter der Bahnhofstraße. Datierung: 1880/1890. Bauherr: Musikinstrumentenfabrik Julius Altrichter | weitere Bilder |
| 09110164 | Bergstraße 35 (Lage) | Wohnhaus | Datierung: 1907. Dachdeckung: Biberschwanzziegel, Kronendeckung. Wandbild: Schablonenmalerei, 1907, Treppenhaus. Das gesamte Treppenhaus ist an den Treppenunterzügen und den Decken ausgemalt. Motive sind florale Ornamente, Blumenbuketts und allegorische Frauenköpfe, vielleicht Jahreszeitenallegorien. Entwurf: Architekt Alfred Thaler. Bauherr: Wilhelm Voigt | Wohnhaus |
| 09110107 | Bergstraße 156, 157 (Lage) | Georgenkirche mit zugehöriger Grünanlage und Gefallenendenkmal | Datierung: 1926–1928; Weihe: 1. April 1928; Entwurf: Architekt Curt Steinberg | weitere Bilder |
| 09110086 | Bergstraße 163 (Lage) | Wohnhaus | Datierung: 1827/1858; Bauherr: J.(?) N.(?) Bueck, Robert Bueck | Wohnhaus |
| 09110087 | Bergstraße 166 (Lage) | Gaststätte und Wohnhaus mit Anbau | Gaststätte und Wohnhaus wurden 1873 bis 1874 von A. Gaedicke errichtet. | Gaststätte und Wohnhaus mit Anbau |
| 09110190 | Bergstraße 189 / Berliner Straße 24 (Lage) | Mietwohnhaus | | Mietwohnhaus |
| 09110078 | Berliner Straße (Lage) | Teilbereich der Lebuser Vorstadt, Berliner Straße zwischen Klingestraße und Goepelstraße/Hafenstraße | | BW |
| 09110111 | Berliner Straße 2 (Lage) | Wohnhaus | | BW |
| 09110112 | Berliner Straße 3 (Lage) | Wohn- und Geschäftshaus | | Wohn- und Geschäftshaus |
| 09110113 | Berliner Straße 14 (Lage) | Ausstellungsgebäude Mantz & Gerstenberger | Das Ausstellungsgebäude war das 1911 eröffnete Geschäftshaus der 1895 gegründeten Spezialfabrik für fournierte Kastenmöbel Mantz & Gerstenberger. Das Gebäude des Architekten Paul Renner besticht durch seine konkav eingezogene Ecke des Hauptportals und seinen runden Erkern über zwei Etagen. Im Ersten Weltkrieg diente es als Lazarett, von 1953 bis 1990 als Warenhaus Konsument; die Konsumgenossenschaft hatte ihren Sitz dort und die Möbelwerke der Stadt Frankfurt. Von 1990 bis 1996 wurde das Gebäude von der Wohnwelt Möbel-GmbH genutzt. Ab 1994 begannen weitreichende Sanierungsmaßnahmen durch Maria Josephine Lucas, Enkelin des Gründers des Palastes; Moritz Gerstenberger. Seit dem 21. Jahrhundert wird das Gebäude an Kultur und Gewerbe vermietet. | Ausstellungsgebäude Mantz & Gerstenberge |
| 09110212 | Berliner Straße 17 (Lage) | Wohnhaus | | BW |
| 09110114 | Berliner Straße 23 (Lage) | Georgenhospital | | weitere Bilder |
| 09110115 | Birnbaumsmühle 72 (Lage) | Kulturhaus „Völkerfreundschaft“ | | weitere Bilder |
| 09110117 | Bischofstraße (Lage) | Oderbrunnen | Der Oderbrunnen (auch nach dem Stifter Steinbockbrunnen) in Frankfurt (Oder) befindet sich in der Nähe des Rathauses. Gestiftet wurde der Trogbrunnen von Paul Steinbock, einem Fabrikanten. Das Werk des Architekten Hans Bernoulli (1876–1959) wurde am 29. November 1912 eingeweiht. Die Bronzefigur auf der Säule symbolisiert die Oder und wurde von Adolf Amberg geschaffen. | weitere Bilder |
| 09110118 | Bischofstraße 17 (Lage) | Wohn- und Geschäftshaus (heute Stadtbibliothek) | | weitere Bilder |
| 09110192 | Buschmühlenweg 5 (Lage) | Villa | Die Villa wurde 1873 bis 1874 von Robert Heyse errichtet und erhielt 1906 bis 1907 einen Anbau. | weitere Bilder |
| 09110210 | Buschmühlenweg 9 (Lage) | Wohnhaus | | weitere Bilder |
| 09110297 | Buschmühlenweg 11, 12 (Lage) | Mietwohnhäuser | | Mietwohnhäuser |
| 09110176 | Buschmühlenweg 25 (Lage) | Villa | Die Villa wurde 1873/1874 von Maurermeister Max Zaenkert errichtet. | Villa |
| 09110088 | Buschmühlenweg 52 (Lage) | Ausflugslokal „Eldorado“ (heute Wohn- und Bürohaus) | Das Ausflugslokal Eldorado wurde 1874 von Bressler errichtet. Der Tanzsaal wurde 1890 erweitert. | Ausflugslokal „Eldorado“ (heute Wohn- und Bürohaus) |
| 09110199 | Buschmühlenweg 171 (Lage) | Wasserwerk mit Maschinenhaus mit Anbau von 1903/04 und Schornstein, Enteisenungsgebäude und Pumpenhaus sowie Filterbecken | | weitere Bilder |
| 09110215 | Buschmühlenweg 173 (Lage) | Fabrikantenvilla mit Seitenflügel (Villa Matzdorf) | Die Villa wurde 1877 bis 1878 von Friedrich Matzdorff errichtet. | weitere Bilder |
| 09110121 | Carl-Philipp-Emanuel-Bach-Straße 11 (Lage) | Junkerhaus (heute Museum Viadrina) mit westlichem Erweiterungsbau einschließlich seines Seitenflügels | | weitere Bilder |
| 09110271 | Carl-Philipp-Emanuel-Bach-Straße 11a (Lage) | Speichergebäude des einstigen Packhofs | | BW |
| 09110075 | Collegienstraße, Schulstraße, Oderpromenade (Lage) | Platz an der Friedenskirche | | BW |
| 09110122 | Collegienstraße 7 (Lage) | Franziskaner-Klosterkirche (heute Konzerthalle Carl-Philipp-Emanuel-Bach) | | weitere Bilder |
| 09110123 | Collegienstraße 8, 9 (Lage) | Doppelpfarrhaus der Nicolaikirche (heute Stadtarchiv) | | weitere Bilder |
| 09110240 | Collegienstraße 10 (Lage) | Haus IV (mittelalterlicher Bauteil) des einstigen Gefängnisses (heute Städtische Musikschule) | | weitere Bilder |
| 09110203 | Dresdener Straße 2 (Lage) | Wohnhaus | | BW |
| 09110124 | Dresdener Straße 4 (Lage) | Marienbad II | | weitere Bilder |
| 09110188 | Dresdener Straße 11 / Fürstenberger Straße 17 (Lage) | Wohn- und Geschäftshaus | | weitere Bilder |
| 09110125 | Eichenweg 41 (Lage) | Heilandskapelle | | weitere Bilder |
| 09110126 | Faberstraße 7 (Lage) | Garnisonsschule (heute Kleist-Museum) | | weitere Bilder |
| 09110127 | Faberstraße 7 (Lage) | Grabdenkmal für Christian Ernst Martini, im Hof | | Grabdenkmal für Christian Ernst Martini, im Hof |
| 09110170 | Ferdinandstraße 4, 5 (Lage) | Mietwohnhäuser | | Ferdinandstraße 4 |
| 09110089 | Ferdinandstraße 16 (Lage) | Wohnhaus | | Wohnhaus |
| 09110131 | Fischerstraße 6 (Lage) | Wohnhaus | Das nach dem Besitzer Friedrich Ludwig Karl Finck von Finckenstein (in variierender Schreibweise) „Finkenstein-Villa“ genannte Gebäude wurde nach Entwürfen von Martin Friedrich Knoblauch 1770/1780 im Stil eines barocken Landhauses errichtet und stand in einem riesigen Garten. Es wurden zahlreiche Umbauten vorgenommen, unter anderem wurden eine Veranda auf der Hofseite und für Empfänge ein Gartensaal mit direktem Zugang zum Garten angebaut. Den Park verkaufte eine Witwe Finck von Finckenstein an die AEG, die dort 1896 das Frankfurter Straßenbahndepot errichtete. Später wurden Haus und Garten gänzlich an die AEG verkauft. Die AEG nutzte das Erdgeschoss des Hauses für die Verwaltung und vermietete in der oberen Etage mehrere Wohnungen, bis dort 1907 ebenfalls Büros eingerichtet wurden. Im Garten wurden eine riesige Motorwagenhalle, ein Kessel- und ein Maschinenhaus errichtet. Wegen der Wohnungsnot nach dem 1. Weltkrieg wurden einige Büros wieder zu Wohnungen. Nach 1990 zog die Verwaltung des städtischen Energieversorgers Oder-Spree-Energiegesellschaft (OSE) in das Gebäude und der Gartensaal wurde zur Kantine. Nach dem Übergang von der OSE in die Stadtwerke der Stadtwerke 1992 stand das Gebäude leer. | weitere Bilder |
| 09110182 | Fischerstraße 31 (Lage) | | | Wohnhaus |
| 09110133 | Fischerstraße 43 (Lage) | | | Wohnhaus |
| 09110090 | Fischerstraße 52 (Lage) | Wohnhaus und hofseitiges Wohngebäude | | Wohnhaus und hofseitiges Wohngebäude |
| 09110181 | Fischerstraße 53 (Lage) | Wohnhaus | | Wohnhaus |
| 09110186 | Fischerstraße 98 (Lage) | Ackerbürgerhaus mit Seitengebäude und Hofanlage | | Fischerstraße 98 |
| 09110187 | Fischerstraße 99 (Lage) | Wohnhaus | | Fischerstraße 99 |
| 09110135 | Forststraße 1 (Lage) | Wohnhaus | | Forststraße 1 |
| 09110136 | Forststraße 2 (Lage) | Wohnhaus | | Forststraße 2 |
| 09110068 | Franz-Mehring-Straße, Rudolf-Breitscheid-Straße (Lage) | Alinenbrunnen, auf dem Stiftsplatz | | weitere Bilder |
| 09110137 | Franz-Mehring-Straße 3 (Lage) | Katholische Kirche Zum Heiligen Kreuz | | weitere Bilder |
| 09110245 | Franz-Mehring-Straße 4 (Lage) | Katholisches Pfarrhaus | | weitere Bilder |
| 09110073 | Franz-Mehring-Straße 7–14, Wieckestraße 5–8 (Lage) | Wohnhausgruppe | | Franz-Mehring-Straße 7–14, Wieckestraße 5–8 |
| 09110138 | Friedrich-Ebert-Straße 51, 51 A, 52 (Lage) | Pädagogische Akademie (heute Carl-Friedrich-Gauss-Gymnasium) mit Pflasterflächen vor den beiden Eingängen sowie Einfriedungsmauern | | weitere Bilder |
| 09110235 | Friedrich-Ebert-Straße 53 (Lage) | Gemeindehaus der Kreuzkirchengemeinde | | weitere Bilder |
| 09110208 | Fürstenberger Straße 15a (Lage) | Gartenwohnhaus | | BW |
| 09110277 | Fürstenberger Straße 19 (Lage) | Wohn- und Kontorhaus | | weitere Bilder |
| 09110171 | Fürstenberger Straße 38, 38a, Dresdener Platz 2, 3 (Lage) | Wohnhäuser mit Gaststätte „Königs Fritze“ | | Fürstenberger Straße 38, 38a, Dresdener Platz 2, 3 |
| 09110222 | Fürstenwalder Poststraße 200 (Lage) | Heeresbauamt, bestehend aus Verwaltungsgebäude, Wohnhaus, Kraftwagenhalle, Gartenbereich einschließlich Einfriedung und Substruktionen sowie Zufahrtsweg vor dem Verwaltungsgebäude | Der Komplex wurde 1936 bis 1937 von Robert Kisch erbaut. | weitere Bilder |
| 09110282 | Fürstenwalder Straße, Humboldtstraße, Karl-Liebknecht-Straße (Lage) | Erinnerungsstätte für E. Thälmann mit Thälmannbüste von W. Kreisel (ehemalige Familiengrabstätte Otto Strahl), im Kleistpark | Ernst-Thälmann-Büste von Walter Kreisel | weitere Bilder |
| 09110030 | Fürstenwalder Straße, Hum-boldtstraße, Karl-Liebknecht-Straße (Lage) | Grabdenkmal für Orgelbaumeister Wilhelm Sauer, im Kleistpark | Das Grabmal für Wilhelm Sauer. | Grabdenkmal für Orgelbaumeister Wilhelm Sauer, im Kleistpark |
| 09110028 | Fürstenwalder Straße, Hum-boldtstraße, Karl-Liebknecht-Straße (Lage) | Gedenkstein für Carl Wilhelm Wiecke, im Kleistpark | Carl Wilhelm Wiecke (* 13. April 1801; † 21. November 1880) war Pädagoge, Schriftsteller und 1848 Abgeordneter der Deutschen Nationalversammlung in der Paulskirche in Frankfurt am Main. In Frankfurt (Oder) leitete er 1832–1869 eine Oberschule. | weitere Bilder |
| 09110027 | Fürstenwalder Straße, Hum-boldtstraße, Karl-Liebknecht-Straße (Lage) | Gedenkstein für Carl Zeitner, im Kleistpark | Zeitner (* 4. Februar 1822; † 1871), gelernter Bäcker, beteiligte sich an den Märzkämpfen 1848, war in Russland tätig, starb an den Folgen der Feldzüge 1870/1871. | Gedenkstein für Carl Zeitner, im Kleistpark |
| 09110165 | Fürstenwalder Straße 20 (Lage) | Mietwohnhaus mit Hofflügel | | BW |
| 09110166 | Fürstenwalder Straße 21 (Lage) | Mietwohnhaus mit Hofgebäude | | Mietwohnhaus mit Hofgebäude |
| 09110092 | Fürstenwalder Straße 33 (Lage) | Wohnhaus mit Kontor und Gewerbehof | | Wohnhaus mit Kontor und Gewerbehof |
| 09110239 | Fürstenwalder Straße 38, 39 (Lage) | Zwei baugleiche Mietwohnhäuser | | Zwei baugleiche Mietwohnhäuser |
| 09110180 | Gartenstraße 1b (Lage) | Katholische Schule mit Hofflügel | Das zweigeschossige Gebäude wurde um 1860 erbaut. 1869 ist es als konfessionelle katholische Schule für Jungen und Mädchen im Frankfurter Adressbuch eingetragen. 1929 bis 1931 diente das Gebäude als Ausweichquartier der städtischen Berufsschule und der Frauenfachschule. 1932 erfolgte ein Umbau zu einem Bürogebäude für das städtische Jugend- und Wohlfahrtsamt. Nach 1945 wurde es als Wohnhaus genutzt; ab 1980 als Depot des Museums Viadrina. Eine 1997 begonnene Instandsetzung und ein Umbau in ein Bürohaus wurden 1999 abgebrochen. | weitere Bilder |
| 09110293 | Gartenstraße 2 (Lage) | Schornstein und Kesselhaus der Militärwaschanstalt | | Schornstein und Kesselhaus der Militärwaschanstalt |
| 09110280 | Georg-Richter-Straße / Heinrich-Zille-Straße (Lage) | Betonzellenspeicher | | Betonzellenspeicher |
| 09110213 | Gerhart-Hauptmann-Straße 1/2, 20/21 (Lage) | Wohnhäuser | | weitere Bilder |
| 09110238 | Gerhart-Hauptmann-Straße 3, 4 (Lage) | Musikheim einschließlich der Einfriedung an der Gerhart-Hauptmann-Straße | | weitere Bilder |
| 09110160 | Gertraudenplatz 1–5 (Lage) | Wohnhausgruppe | | Wohnhausgruppe |
| 09110161 | Gertraudenplatz 6 (Lage) | Sankt-Gertraud-Kirche | | weitere Bilder |
| 09110283 | Gertraudenplatz 6 (Lage) | Ausstattung der St.-Marien-Kirche, in der St.-Gertraud-Kirche | | BW |
| 09110206 | Goepelstraße 73–75 (Lage) | Gebäude der Stärke-Zucker-Fabrik Actien-Gesellschaft, vorm. C. A. Koehlmann & Co., bestehend aus Kontorgebäude und Einfriedungsmauer an der Alten Gasse, Sirupfabrik, Dextrinfabrik, Stärkefabrik (später Aufarbeitungsbau und Dextrinlager), Couleurfabrik sowie Pförtnerhaus und Industriegleis auf dem Fabrikgelände | | weitere Bilder |
| 09110269 | Görlitzer Straße 26/27, Tunnelstraße 10–12 (Lage) | Fünf Mietwohnhäuser des Beamtenwohnungs-Vereins mit zugehörigen Vor- und hofseitigen Mietergärten | | BW |
| 09110274 | Große Müllroser Straße (Lage) | Straßentunnel mit architektonisch ausgebildeten Tunneleingängen | | Straßentunnel mit architektonisch ausgebildeten Tunneleingängen |
| 09110185 | Große Müllroser Straße 54, 54a–c, 55, 55a–b (Lage) | Wohnhausgruppe mit Bruchsteinmauereinfassung | | BW |
| 09110159 | Große Oderstraße 42 (Lage) | Wohnhaus mit Löwenapotheke | | Wohnhaus mit Löwenapotheke |
| 09110157 | Große Scharrnstraße 59 (Lage) | ehemaliges Regierungspräsidium | Das Gebäude wird seit den 1990er Jahren von der Universität Viadrina genutzt. | ehemaliges Regierungspräsidium |
| 09110276 | Grüner Weg 25 (Lage) | Mietwohnhaus | | Mietwohnhaus |
| 09110292 | Grüner Weg 26 (Lage) | Mietwohnhaus | | Mietwohnhaus |
| 09110169 | Gubener Straße 3, 5, Ferdinandstraße 1 (Lage) | Mietshausgruppe | | Mietshausgruppe |
| 09110094 | Gubener Straße 8 / Ferdinandstraße (Lage) | Wohnhaus mit Seitenflügel | | Wohnhaus mit Seitenflügel |
| 09110095 | Gubener Straße 9 (Lage) | Brauerei Schindler mit Wohnhaus, Darre, Malzhaus und Brauerei | Das Wohnhaus im Gebäudekomplex wurde in der Zeit von 1840 bis 1850 errichtet. Um 1870 bis 1880 erfolgte ein Innenumbau. Die Darre wurde 1862 von Gielisch erbaut. Sie wurde zu Anfang der 1920er Jahre zu einem Bürohaus umgebaut. Das Malzhaus entstand um 1860 und wurde 1921 aufgestockt. Die Brauerei wurde vor 1859 gebaut und etwa 1921 aufgestockt. | Brauerei Schindler mit Wohnhaus, Darre, Malzhaus und Brauerei |
| 09110141 | Gubener Straße 10–12 (Lage) | Wohnhäuser und Seitengebäude | | Wohnhäuser und Seitengebäude |
| 09110142 | Gubener Straße 13, 13a (Lage) | Friedrichsgymnasium mit Direktorenwohnhaus und Turnhalle | Das Schulgebäude wurde 1880 bis 1882 nach Entwürfen des Regierungsbaumeisters Schack und des Oberbaurats Ludwig Giersberg in der Bauabteilung des preußischen Ministeriums der öffentlichen Arbeiten in Berlin und vermutlich des Architekten Wolff unter der Bauleitung von Regierungsbaumeister Johl errichtet. Sie dienten dem Friedrichsgymnasium, das auf die 1694 gegründete Lateinschule für Knaben reformierten Glaubens zurückgeht. Das Friedrichsgymnasium hatte enge Verbindungen zur 1811 nach Breslau verlegten Frankfurter Universität Viadrina. 1813 wurde es zum städtischen Gymnasium humanistischer Prägung umgewandelt. 1874 ging es in staatliche Hände über und erhielt acht Jahre darauf diesen Neubau. | Friedrichsgymnasium mit Direktorenwohnhaus und Turnhalle |
| 09110143 | Gubener Straße 14 (Lage) | Villa | | Villa |
| 09110144 | Gubener Straße 15a (Lage) | Villa | | Villa |
| 09110194 | Gubener Straße 19 (Lage) | Mietwohnhaus | | Mietwohnhaus |
| 09110291 | Gubener Straße 20a (Lage) | Lagerkeller der Gaststätte Friedrichshöhe (Klenks Kellerei) | | Lagerkeller der Gaststätte Friedrichshöhe (Klenks Kellerei) |
| 09110145 | Gubener Straße 21 (Lage) | Mietwohnhaus mit Seitenflügel und Quergebäude | | Mietwohnhaus mit Seitenflügel und Quergebäude |
| 09110146 | Gubener Straße 21a (Lage) | Mietwohnhaus mit Hofumbauung | | Mietwohnhaus mit Hofumbauung |
| 09110147 | Gubener Straße 21b (Lage) | Mietwohnhaus mit Hofumbauung | | Mietwohnhaus mit Hofumbauung |
| 09110148 | Gubener Straße 21c (Lage) | Mietwohnhaus mit Hofumbauung | | Mietwohnhaus mit Hofumbauung |
| 09110149 | Gubener Straße 22 A (Lage) | Wohnhaus | | Wohnhaus |
| 09110150 | Gubener Straße 23 (Lage) | Mietwohnhaus mit Seitenflügel und Garten | | Mietwohnhaus mit Seitenflügel und Garten |
| 09110151 | Gubener Straße 23a (Lage) | Wohnhaus | | Wohnhaus |
| 09110152 | Gubener Straße 23b (Lage) | Wohnhaus | | Wohnhaus |
| 09110153 | Gubener Straße 23d (Lage) | Wohnhaus | | Wohnhaus |
| 09110154 | Gubener Straße 28 (Lage) | Wohnhaus | | Wohnhaus |
| 09110155 | Gubener Straße 29 (Lage) | Wohnhaus | | Wohnhaus |
| 09110156 | Gubener Straße 30 (Lage) | Wohnhaus | | Wohnhaus |
| 09110077 | Halbe Stadt (Lage) | Straßenzug Halbe Stadt, begrenzt durch Bebauung Halbe Stadt (westliche Grundstücksgrenze) und Lennépark | | Straßenzug Halbe Stadt, begrenzt durch Bebauung Halbe Stadt (westliche Grundstücksgrenze) und Lennépark |
| 09110246 | Halbe Stadt 6 (Lage) | Mietwohnhaus mit Einfahrt | | Mietwohnhaus mit Einfahrt |
| 09110002 | Halbe Stadt 7 (Lage) | Villa (zuvor Casino) | | Villa (zuvor Casino) |
| 09110003 | Halbe Stadt 8 (Lage) | Wohnhaus | | Wohnhaus |
| 09110004 | Halbe Stadt 9 (Lage) | Wohnhaus | | Wohnhaus |
| 09110005 | Halbe Stadt 10 (Lage) | Wohnhaus | | Wohnhaus |
| 09110006 | Halbe Stadt 14 (Lage) | Wohnhaus | | Wohnhaus |
| 09110007 | Halbe Stadt 20 (Lage) | Wohnhaus und Garten | | Wohnhaus und Garten |
| 09110008 | Halbe Stadt 21 (Lage) | Wohnhaus mit Nebengebäude und Garten | | Wohnhaus mit Nebengebäude und Garten |
| 09110009 | Halbe Stadt 22 (Lage) | Wohnhaus | | Wohnhaus |
| 09110010 | Halbe Stadt 23, 24 (Lage) | Wohnhäuser | | Wohnhäuser |
| 09110013 | Halbe Stadt 29 (Lage) | Lienau-Park mit Denkmal für Michael Lienau | | weitere Bilder |
| 09110011 | Halbe Stadt 30 (Lage) | Wohnhaus | | Wohnhaus |
| 09110012 | Halbe Stadt 35 (Lage) | Wohnhaus | | Wohnhaus |
| 09110015 | Hanewald 9 (Lage) | Salzspeicher | 1858 von Bauinspektor Liedke als dreigeschossiger Sichtziegelbau errichteter Salzspeicher. Die Holzbalkendecken der drei Geschosse werden von zwei parallel laufenden Unterzügen auf sechs paarweise angeordneten Holzstützen getragen. | Salzspeicher |
| 09110017 | Heilbronner Straße 18 (Lage) | „Filmtheater der Jugend“ einschließlich Vorplatzgestaltung und zwei Skulpturen | Das Kino in Frankfurt (Oder) wurde 1910 als UFA-Filmtheater erbaut. 1919 fand der Umbau zu einer Brauerei mit Festsälen statt aus dessen Ruine nach dem Zweiten Weltkrieg von 1954 bis 1955 der Bau zum Lichtspieltheater der Jugend stattfand. Renovierungsarbeiten erfolgten 1983. Nach der Wende wurde es als UFA-Filmtheater der Jugend und UFA-Lichtspieltheater Topkino geführt. Mit Neubau des Cinestar 1998 wurde das Filmtheater der Jugend am 27. Mai 1998 geschlossen. Verschiedene Eigentümer wechselten. Unter anderem sollte ein Umbau zum Spielkasino erfolgen. Im Juni 2014 kaufte ein aus Mazedonien stammender Investor das marode Gebäude von einer Eigentümergesellschaft aus Rheinland-Pfalz. Im Mai 2018, nach Amtsantritt des neuen Oberbürgermeisters René Wilke, wurden Verhandlungen mit Vertretern des Eigentümers zum Rückkauf aufgenommen. Ende 2018 erfolgte ein notariell beglaubigter Kaufvertrag, Anfang 2019 ging das Lichtspieltheater in das Eigentum der Stadt Frankfurt (Oder) über. Finanzielle Unterstützung zur Sanierung bekommt die Stadt vom Land Brandenburg und der Stiftung des Museums für Moderne Kunst. Das Lichtspieltheater der Jugend soll Teil des Landesmuseums für Moderne Kunst werden. | „Filmtheater der Jugend“ einschließlich Vorplatzgestaltung und zwei Skulpturen |
| 09110020 | Heilbronner Straße 19 (Lage) | Villa Trowitzsch | | Villa Trowitzsch |
| 09110184 | Heilbronner Straße 20–22 (Lage) | Druckerei- und Redaktionsgebäude der Firma Trowitzsch | Die Druckerei- und Redaktionsgebäude der Firma Trowitzsch wurden 1888 bis 1889 von Mahrenholz und Throniker erbaut. | Druckerei- und Redaktionsgebäude der Firma Trowitzsch |
| 09110211 | Heinrich-Hildebrand-Straße (Lage) | Schulgebäude der Elisabethschule des Lutherstifts, nördlich von Nr. 22 | | BW |
| 09110214 | Heinrich-Hildebrand-Straße 24 (Lage) | Lutherstift, bestehend aus Diakonissenmutterhaus mit integrierter Kapelle, Krankenhausgebäude, Schwestern- und Schulhaus einschließlich des Übergangs sowie dem Parkteil vor dem Hauptgebäude | | Lutherstift, bestehend aus Diakonissenmutterhaus mit integrierter Kapelle, Krankenhausgebäude, Schwestern- und Schulhaus einschließlich des Übergangs sowie dem Parkteil vor dem Hauptgebäude |
| 09110021 | Herbert-Jensch-Straße 1–3 (Lage) | Badehaus | Das Gebäude wurde 1802 bis 1803 als Badehaus erbaut. Später diente es als Verwaltungsgebäude der Steingutfirma Paetsch. Ende des 19. Jahrhunderts erfolgte ein Umbau des nördlichen Flügels; Anfang des 20. Jahrhunderts wurde auch der südliche Flügel umgebaut. | Badehaus |
| 09110096 | Herbert-Jensch-Straße 5 (Lage) | Villa | | Villa |
| 09110097 | Herbert-Jensch-Straße 6 (Lage) | Wohnhaus | | weitere Bilder |
| 09110205 | Herbert-Jensch-Straße 10 (Lage) | Wohnhaus | | Wohnhaus |
| 09110197 | Herbert-Jensch-Straße 12a (Lage) | Fabrikantenvilla mit nördlicher Einfassungsmauer des Vorgartens | Die Fabrikantenvilla wurde 1899 von Georg Rathenau erbaut. | weitere Bilder |
| 09110189 | Herbert-Jensch-Straße 15, 15a (Lage) | Mietwohnhaus | | weitere Bilder |
| 09110198 | Herbert-Jensch-Straße 41 (Lage) | Städtischer Schlachthof, bestehend aus altem Verwaltungsgebäude und Gaststätte mit Einfriedung, Wasserturm mit Kühlhaus | | weitere Bilder |
| 09110400 | Herbert-Jensch-Straße 104 (Lage) | Verwaltungsgebäude der Dextrin und Stärkefabrik C. A. Koehlmann | | Verwaltungsgebäude der Dextrin und Stärkefabrik C. A. Koehlmann |
| 09110098 | Herbert-Jensch-Straße 105 (Lage) | Wohnhaus | | Wohnhaus |
| 09110128 | Holzmarkt / Carl-Philipp-Emanuel-Bach-Straße (Lage) | Friedensglocke mit Glockenhaus | | weitere Bilder |
| 09110163 | Holzmarkt 3 (Lage) | Dampfwäscherei, später Dampf-Mahl-Mühle | Das Gebäude wurde 1877/1878 durch Maurermeister Heyse errichtet. 1910 erfolgte ein Umbau für die Nutzung als Mühle. 1993 wurde es zu einem Bürohaus mit einer Gaststätte umgebaut. | Dampfwäscherei, später Dampf-Mahl-Mühle |
| 09110016 | Holzmarkt 4 A (Lage) | Warenspeicher | | Warenspeicher |
| 09110200 | Humboldtstraße 6–10 (Lage) | Reihenhausgruppe mit Einfriedung und Gartenparzellen | | BW |
| 09110201 | Humboldtstraße 15–20 (Lage) | Wohnhausgruppe mit Einfriedung und Gartenparzellen | | BW |
| 09110258 | Huttenstraße 1–13, Thilestraße 1–3, Ebertusstraße 13–15 (Lage) | Wohnanlage | | BW |
| 09110299 | Jungclaussenweg 6, 7, Am Arboretum (Lage) | Samenboden, Kontorgebäude und Arboretum der ehemaligen Gartenbaufirma H. Jungclaussen GmbH | | Samenboden, Kontorgebäude und Arboretum der ehemaligen Gartenbaufirma H. Jungclaussen GmbH |
| 09110022 | Karl-Marx-Straße (Lage) | Karl-Marx-Denkmal | nach Entwurf von Fritz Cremer 1968 geschaffen | weitere Bilder |
| 09110079 | Karl-Marx-Straße 9–22, 176–191 (Lage) | „Magistrale“ | | weitere Bilder |
| 09110023 | Karl-Ritter-Platz 1 / Berliner Straße (Lage) | Wohnhaus | | Wohnhaus |
| 09110247 | Karl-Ritter-Platz 4 / Schulstraße (Lage) | Evangelisches Pfarr- und Gemeindehaus von St. Georg | Das evangelische Pfarr- und Gemeindehaus von St. Georg wurde 1908 bis 1909 von Otto March erbaut. | Evangelisches Pfarr- und Gemeindehaus von St. Georg |
| 09110202 | Kellenspring 4 (Lage) | Wohnhaus | | Wohnhaus |
| 09110024 | Kellenspring 9 (Lage) | Wohnhaus | | Wohnhaus |
| 09110025 | Kiliansberg 1–7, Ferdinandstraße 14, Bahnhofsplatz 18 (Lage) | Wohnbebauung Kiliansberg mit Eisenbahner-Gefallenen-Denkmal | | Wohnbebauung Kiliansberg mit Eisenbahner-Gefallenen-Denkmal |
| 09110031 | Klingestraße 5 (Lage) | Pumpwerk | Am 30. Mai 1919 wurde das Betriebsgelände mit Maschinistenwohnung fertiggestellt. | Pumpwerk |
| 09110593 | Klingestraße 5a (Lage) | Lokomotivschuppen der Städtischen Güterbahn | | weitere Bilder |
| 09110032 | Klingetal 18 (Lage) | Mühlengebäude der Simonsmühle | | Mühlengebäude der Simonsmühle |
| 09110099 | Klingetal 18a (Lage) | Wohnhaus | | Wohnhaus |
| 09110091 | Klingetal 18b (Lage) | Wasserturm, auf dem Verschiebebahnhof | | Wasserturm, auf dem Verschiebebahnhof |
| 09110217 | Kopernikusstraße 18 (Lage) | Wohnhaus der Erwerbslosensiedlung | | BW |
| 09110226 | Leipziger Platz (Lage) | Uhren- oder Jahreszeitenbrunnen | | Uhren- oder Jahreszeitenbrunnen |
| 09110196 | Leipziger Platz 5 (Lage) | Beresinchenschule (heute Oberschule „Heinrich von Kleist“) | Die zunächst dreigeschossige Gemeindeschule Beresinchen wurde von 1882 bis 1883 unter der Leitung des Stadtbaurates Heinrich Malcomeß durch den Architekten Johannes Heeren errichtet. Das damals hochmoderne, repräsentative und sehr gut ausgestattete Gebäude wurde auf der Weltausstellung in Chicago 1893 als besondere Leistung des deutschen Schulbauwesens gewürdigt. Das Gebäude war, da man Jungen und Mädchen seinerzeit getrennt unterrichtete, in der Mitte geteilt und hatte jeweils eigene Eingänge. 1895 wurden im Geist des gestiegenen Hygienebewusstseins Duschbäder eingebaut. Von 1922 bis 1923 erfolgte unter Stadtoberbauinspektor Stert der Umbau zum zeitweiligen Sitz der Baugewerkschule. Dabei wurden das rechte Portal und das rechte Treppenhaus entfernt und im Hof ein dreigeschossiger Anbau angefügt. 1929 zog die Baugewerkschule aus und für den geplanten Einzug der Pädagogischen Akademie ließ die Stadtgemeinde 1930 eine Aufstockung ausführen, der der markante Mittelgiebel im Renaissance-Stil zum Opfer fiel. 1932 war es wieder Volksschule. 1945 diente das Schulgebäude als Lazarett und Altersheim. Von 1952 bis 1965 war es Mittelschule, dann Polytechnische Oberschule (POS). 1991 wurde aus der POS die Pestalozzi-Realschule. 1993 wurden Dach und Fassade saniert. Etwa 2005 wurde aus der Realschule die Heinrich-von-Kleist-Oberschule.                                                    | Beresinchenschule (heute Oberschule „Heinrich von Kleist“) |
| 09110281 | Leipziger Platz 15 (Lage) | Turnhalle mit Luftschutzkeller | Für die Schule Leipziger Platz 5 wurde 1935 diese Turnhalle gebaut. | weitere Bilder |
| 09110195 | Leipziger Straße 165 (Lage) | Lutherschule (heute Friedensschule) | Das Gebäude wurde von 1904 bis 1906 nach Entwürfen des Architekten Karl Otto Schwatlo errichtet und 1906 als Lutherschule, bei strenger Trennung in Jungenteil und Mädchenteil, eröffnet. In der Schule gab es eine Turnhalle, eine moderne Heizanlage und ein Duschbad. Das Gebäude überstand den Zweiten Weltkrieg ohne gravierende Schäden. Die Turnhalle wurde bis 1944 als Lazarett genutzt. 1949 erfolgte die Umbenennung in Friedensschule – 6. Oberschule, in der die Klassen 1 bis 10 unterrichtet wurden. Aus der Oberschule wurde 1990 eine Grundschule und trägt seit 2006 den Namen Friedensgrundschule. | Lutherschule (heute Friedensschule) |
| 09110177 | Leipziger Straße 177 (Lage) | Wohn- und Geschäftshaus | | Wohn- und Geschäftshaus |
| 09110100 | Leipziger Straße 196, 197, 198 (Lage) | Wohnhausgruppe | | Wohnhausgruppe |
| 09110172 | Lessingstraße 3 (Lage) | Mietwohnhaus mit Seitenflügel | | BW |
| 09110053 | Lindenstraße (Lage) | Park an der St.-Gertraud-Kirche (einst Friedhof von St. Gertraud) | gestaltet 1728–1729; umgestaltet 1801/1830 | Park an der St.-Gertraud-Kirche (einst Friedhof von St. Gertraud) |
| 09110055 | Lindenstraße (Lage) | Grabdenkmal für Joachim Georg Darjes, im Park an der St. Gertraudkirche | von Johann Gottfried Schadow | weitere Bilder |
| 09110231 | Lindenstraße (Lage) | Grabdenkmal für Michael Gabriel Fredersdorf, im Park an der St. Gertraudkirche (derzeit eingelagert) | Das Grabdenkmal für den Jurastudenten Michael Gabriel Fredersdorf steht nicht an der beschriebenen Stelle. Laut einer Hinweistafel ist die Wiederaufstellung geplant; Stand 2013 | BW |
| 09110054 | Lindenstraße (Lage) | Grabdenkmal für Ewald Christian von Kleist | | weitere Bilder |
| 09110057 | Lindenstraße (Lage) | Denkmal für Heinrich von Kleist, im Park an der St. Gertraudkirche | 1910 eingeweihtes Bronzewerk von Gottlieb Elster | weitere Bilder |
| 09110056 | Lindenstraße (Lage) | Grabdenkmal für Dorothee Elisabeth Krüger, im Park an der St. Gertraudkirche | Der Frankfurter Bürger Samuel Krüger, Pächter der Karthause, ließ im Jahr 1786 das Sandstein-Grabmal für seine verstorbene Frau Dorothee Elisabeth Krüger im Gertraudenpark aufstellen. Sie war ein Jahr zuvor im Alter von 39 Jahren gestorben. Für den Bau einer Fernwärmeleitung wurde das Denkmal 1980 entfernt. Reste fanden sich auf einem ehemaligen Außenlager des Kulturbüros am Frankfurter Friedhof. Frank Drömert, Mitarbeiter im Kulturbüro, entdeckte sie vor Jahren. Beschäftigte des städtischen Kulturbüros und der Abteilung Denkmalpflege arbeiteten mit Verantwortlichen des Brandenburgischen Landesamtes für Denkmalpflege daran, das Denkmal zu restaurieren und im Park der St. Gertraudenkirche wieder aufzustellen. Nach Sichtung der Einzelteile begann 2012 die Restauration. Drei Jahre arbeitete der Berliner Steinrestaurator Torsten Weiß in seinem Atelier daran. Im Sommer 2015 erfolgten die Gründungsarbeiten, die Sockelherstellung aus Feldsteinen und der Wiederaufbau des Denkmals am historischen Standort. Zunächst wurde das Fundament am vermuteten ursprünglichen Standort nicht gefunden. Dann forschte der Archäologe Christian Matthes noch einmal genau nach. Dann fand man die alte Verankerung einige Meter weiter. Der neue Standort wurde nun um einige Zentimeter verschoben, da in der Zwischenzeit ein großer Busch gewachsen war. Das Denkmal wurde am 7. November 2015 erneut eingeweiht. | weitere Bilder |
| 09110049 | Lindenstraße (Lage) | Sowjetisches Ehrenmal mit Ehrenfriedhof, auf dem Anger | | weitere Bilder |
| 09110037 | Lindenstraße 1–3, Logenstraße 9, 10 (Lage) | Kaiserliche Oberpostdirektion mit Paketamt (Hauptpost) | Gebäude der Oberpostdirektion Frankfurt, ursprünglich mit Hauptpostamt, Paketpostamt, Telegraphenamt, Telegraphenzeugamt und Oberpostkasse; erbaut nach Plänen von Ernst Hake 1899–1902; Baukosten etwa 1,3 Millionen Mark | weitere Bilder |
| 09110038 | Lindenstraße 4–7 (Lage) | Heilig-Geist-Hospital (heute Haus der Künste) einschließlich des Betsaals im Hof | Die Häuser des Hospitals wurden 1785–1787 nach Plänen von Martin Friedrich Knoblauch erbaut. 1820 und 1834 wurden sie um Haus 7 erweitert. 1988 erfolgte der Umbau zum Haus der Künste. Haus 5 steht über einem mittelalterlichen Keller von Ende des 13. bis Mitte des 14. Jahrhunderts. Der Betsaal stammt von 1877. | weitere Bilder |
| 09110039 | Lindenstraße 8 (Lage) | Pfarrhaus der St. Gertraudkirche (heute Wohnhaus) | | weitere Bilder |
| 09110040 | Lindenstraße 10 (Lage) | Wohnhaus | | weitere Bilder |
| 09110041 | Lindenstraße 14, 15, 15 A (Lage) | „Kettenhaus“ mit Nebengebäuden (14, 15a), Einfriedung und Garten | | weitere Bilder |
| 09110042 | Lindenstraße 17 (Lage) | Wohnhaus und Seitengebäude | | weitere Bilder |
| 09110279 | Lindenstraße 18 (Lage) | Mietwohnhaus | | weitere Bilder |
| 09110043 | Lindenstraße 19 (Lage) | Wohnhaus mit Portalanlage an der Lindenstraße und Grundstückseinfriedung zum Verbindungsweg Lindenstraße – Gubener Straße | | weitere Bilder |
| 09110044 | Lindenstraße 20 (Lage) | Wohn- und Geschäftshaus | | weitere Bilder |
| 09110045 | Lindenstraße 23 (Lage) | Wohnhaus | | weitere Bilder |
| 09110242 | Lindenstraße 25 (Lage) | Wohnhaus mit Seitenflügel | | weitere Bilder |
| 09110046 | Lindenstraße 27 (Lage) | Wohnhaus | | weitere Bilder |
| 09110047 | Lindenstraße 28 (Lage) | Wohnhaus “Türmchenhaus” | Das Haus ließ Professor Peter Imanuel Hartmann (1727–1791, Professor für Pathologie, Therapie, Chemie und Botanik) 1785 für 2.800 Taler errichten. Das Haus verdankt seinen Namen dem kleinen Belvedere-Turm auf dem Dach, den Hartmann für astronomische Beobachtungen nutzte. | weitere Bilder |
| 09110228 | Lindenstraße 31 (Lage) | Wohnung mit bauzeitlichen Kachelöfen und Deckenstuck im zweiten Obergeschoss | | weitere Bilder |
| 09110048 | Lindenstraße 37 (Lage) | Wohnhaus | | weitere Bilder |
| 09110050 | Logenstraße 7 (Lage) | Verwaltungsgebäude | Das Gebäude wurde 1933/34 errichtet. Carl Brandt führte es nach Entwürfen der Architekten Winkler und Gütte aus. Es diente als Verwaltungsgebäude der Frankfurter Elektrizitätswerke. Es ist ein dreigeschossiger neunachsiger Stahlbeton-Skelett-Bau mit verputzter Mauerwerksausfachung. Das Walmdach wurde nach innen gezogen. Der Ostgiebel ist als Stufengiebel ausgebildet, der Westgiebel ist freistehend. Die Straßenseite des Erdgeschosses ist mit einem Fensterband und einem eingezogenen Eingang gestaltet. Das abschließende, wie ein Vordach auskragende Gesims des Erdgeschosses wird auf Sohlbankhöhe des ersten Geschosses wiederholt. Auf ihm ruhen zehn kantige Stützen, die im Dachbereich weit hereingezogen sind. Zwischen den Stützen befinden sich sechsteilige Fenster. Die Trauflinie verspringt über den mittleren fünf Achsen nach oben. 1992 wurde das Gebäude in das Ensemble des Oderturms integriert. | Verwaltungsgebäude |
| 09110051 | Logenstraße 12 (Lage) | Logenhaus | | weitere Bilder |
| 09110183 | Logenstraße 15 (Lage) | Exerzierhalle des Leibinfanterieregiments Nr. 8 (erhaltener Teilbau) mit Resten der Einfriedungsmauer | Die Exerzier- und Reithalle des Leibinfanterieregiments Nr. 8 wurde 1879 bis 1882 erbaut. | Exerzierhalle des Leibinfanterieregiments Nr. 8 (erhaltener Teilbau) mit Resten der Einfriedungsmauer |
| 09110461 | Luisenstraße 38, 38 A (Lage) | Mietwohnhaus | | BW |
| 09110273 | Luisenstraße 21–24 (Lage) | Kapelle des Wichernheims | | Kapelle des Wichernheims |
| 09110074 | Marktplatz, Oberkirchplatz (Lage) | Marktplatz und Oberkirchplatz | Marktplatz (früherer Obermarkt), begrenzt durch Große Scharrnstraße, Regierungsstraße, Große Oderstraße, Carl-Philipp-Emanuel-Bach-Straße | BW |
| 09110116 | Marktplatz 1, 2 (Lage) | Rathaus | Das Rathaus wurde 1253, mit der Verleihung des Stadtrechts, in norddeutscher Backsteingotik als zweigeschossige Kaufhalle mit einer Ratsstube und einer Gerichtslaube erbaut. Der Südgiebel entstand in der zweiten Hälfte des 14. Jahrhunderts. Seit 1454 trägt das Rathaus an dessen Giebel einen vergoldeten Hering der die Bedeutung der Stadt im mittelalterlichen Heringshandel symbolisiert. Der aus dem 17. Jahrhundert erbaute Nordturm stammt von dem italienischen Baumeister Thadeus Paglion. 1945, während des Zweiten Weltkriegs, wurde das Rathaus durch Brandstiftung stark beschädigt, danach jedoch vollends wieder aufgebaut. Hier befinden sich seit den 1990er Jahren die Stadtverwaltung, die Galerie Junge Kunst und das Kabarett Die Oderhähne. | weitere Bilder |
| 09110093 | Marktplatz 3, 4 (Lage) | Kellerreste der Bürgerhäuser „Sieben Raben“ | | BW |
| 09110209 | Max-Hannemann-Straße 4 (Lage) | Getreidespeicher der Heeresbäckerei | Der Getreidespeicher der Heeresbäckerei wurde 1879–1880 nach Entwürfen des königlichen Baurats Hermann Spitzner errichtet. | Getreidespeicher der Heeresbäckerei |
| 09110285 | Mühlenweg 41 (Lage) | Wohnhaus mit Luftschutzkeller | | BW |
| 09110225 | Mühlenweg 48 (Lage) | Wasserturm | 1874 fertiggestellt; seit 1878 Planetarium siehe Planetarium / Wasserturm | Wasserturm |
| 09110158 | Oberkirchplatz 1 (Lage) | St. Marienkirche | | weitere Bilder |
| 09110052 | Oderpromenade (Lage) | Hafenkran | Der Drehkran wurde um 1860 laut einer bauzeitlichen Plakette von der „H. Gruson Maschinenfabrik Bockau bei Magdeburg“ aus stark genieteten Eisenblechen hergestellt. Der Kran besteht aus einem einfachen gebogenen Arm. Der Aufzughaken wird mittels eines Räderwerks am Fuß des Kranarms an einer Kette bewegt. 1864 gab es zwei ähnliche Hafenkräne am Packhof und am Oderbollwerk. 1993/94 wurde der Kran originalgetreu restauriert. | weitere Bilder |
| 09110058 | Paul-Feldner-Straße 11/12 (Lage) | Wohnhaus mit nördlichem Seitenflügel | | Wohnhaus mit nördlichem Seitenflügel |
| 09110059 | Paul-Feldner-Straße 13 (Lage) | Sauerhaus | | weitere Bilder |
| 09110232 | Potsdamer Straße 1, 2 (Lage) | Mädchenberufsschule (heute bbw Bildungszentrum Frankfurt) | Der Gebäudekomplex wurde von 1930 bis 1932 von Stadtbaumeister Josef Gesing erbaut. Der rote Ziegelbau ist ein Vertreter der gemäßigten Moderne der späten Weimarer Republik. Er wurde von der Stadtverwaltung für die Aufnahme dreier Lehranstalten in Auftrag gegeben: eine Mädchenberufsschule für Handwerks- und Fabriklehrlinge, eine Frauenfachschule für Hauswirtschaft und eine private Haushaltungs- und Gewerbeschule. Angeschlossen wurde ein Internat mit Doppelzimmern. 1959 erfolgte ein Umbau zu einer Produktionsstätte und Berufsschule des VEB Halbleiterwerk Frankfurt (Oder). 1975 eingesetzte Metallfenster und -türen wurden bei einer Instandsetzung von 1998 bis 2000 ersetzt. Das Gebäude wird als Haus der Wirtschaft vom bbw Bildungszentrum Frankfurt (Oder) GmbH genutzt. | Mädchenberufsschule (heute bbw Bildungszentrum Frankfurt) |
| 09110060 | Potsdamer Straße 4 (Lage) | Baugewerkeschule (heute Oberstufenzentrum I) mit Einfrie-dungsmauer | Der rote Ziegelsteinbau wurde 1929/1930 nach Entwürfen von Johannes Müller errichtet. Er war das neue Gebäude für die 1896 gegründete Baugewerkschule, die ihr ursprüngliches Gebäude im Rahmen einer Neuorganisation der städtischen Schulen verließ. Der Bau ist in einen langgestreckten dreigeschossigen Klassentrakt, die Aula mit dem Haupteingang und eine Direktorenwohnung untergliedert. Die Aula wird aktuell als Sportraum genutzt, die Direktorenwohnung war zeitweilig das Schulmuseum. 1997 wurden die Holzfenster saniert. Im Schulgebäude befindet sich das Oberstufenzentrum I. | weitere Bilder |
| 09110207 | Puschkinstraße 53 (Lage) | Wohnhaus mit zugehöriger Einfriedung | | Wohnhaus mit zugehöriger Einfriedung |
| 09110587 | Rathenaustraße (Lage) | Eisenbahnbrücken | | BW |
| 09110219 | Robert-Havemann-Straße 15 (Lage) | Wasserturm und ältestes, 1.270 m³ fassendes Hochdruckreservoir auf dem Gelände | | weitere Bilder |
| 09110275 | Rosa-Luxemburg-Straße (Lage) | Denkmal „Antifaschistischer Widerstand“ | | Denkmal „Antifaschistischer Widerstand“ |
| 09110234 | Rosa-Luxemburg-Straße 41 (Lage) | Tanz-Institut und Wohnhaus E. Rathgeber | | Tanz-Institut und Wohnhaus E. Rathgeber |
| 09110061 | Rosa-Luxemburg-Straße 43 (Lage) | Gewerbe- und Bürgerschule | Das Gebäude wurde nach Plänen des Frankfurter Stadtbaurates Carl Emil Christ (der auch die Frankfurter Gertraudenkirche erbaute) errichtet und 1862 eingeweiht. Die Gewerbe- und Bürgerschule nahm die 1840 gegründete Gewerbeschule und die 1855 als Knabenmittelschule gegründete Bürgerschule auf. Einer der bekanntesten Schüler war Anton von Werner. Das Gebäude wurde ab 1985 als Pädagogische Schule für Kindergärtnerinnen genutzt, nahm 1989 die oberen Klassen der Erweiterten Oberschule „Karl Liebknecht“ auf, diente 1992 bis 1994 dem Städtischen Gymnasium II und 1994 bis 1999 als Haus 2 dem Städtischen Gymnasium I „Karl Liebknecht“. Seit 1999 durfte es wegen eines fehlenden zweiten Fluchtweges nicht mehr als Schule genutzt werden und stand leer. Seit Ende 2015 wird das Gebäude umgebaut und saniert, es soll zukünftig vom Frankfurter Stadtarchiv genutzt werden. | Gewerbe- und Bürgerschule |
| 09110174 | Rudolf-Breitscheid-Straße 10 (Lage) | Wohnhaus mit zwei Seitenflügeln | | Wohnhaus mit zwei Seitenflügeln |
| 09110173 | Rudolf-Breitscheid-Straße 11 (Lage) | Wohn- und Geschäftshaus | | Wohn- und Geschäftshaus |
| 09110063 | Rudolf-Breitscheid-Straße 13 (Lage) | Villa | | Villa |
| 09110065 | Schulstraße 4a (Lage) | Friedenskirche (ehemalige Nicolaikirche) | | weitere Bilder |
| 09110595 | Schubertstraße (Lage) | Heimkehrerbahnhof / Bahnverladerampe Schubertstraße: Bahnsteig mit Rampe, Prellbock, Schienen, Gleisbett, Straßenquerung der Schienen in der Höhe Mozartstraße, Hecken, betonierter Fußweg mit Bordstein, eine gepflasterte Zuwegung | | [[Vorlage:Bilderwunsch/code!/C:52.353131,14.494415!/D:Schubertstraße, Heimkehrerbahnhof / Bahnverladerampe Schubertstraße: Bahnsteig mit Rampe, Prellbock, Schienen, Gleisbett, Straßenquerung der Schienen in der Höhe Mozartstraße, Hecken, betonierter Fußweg mit Bordstein, eine gepflasterte Zuwegung!/\|BW]] |
| 09110272 | Sophienstraße 1 (Lage) | Fabrikationsgebäude der Schuhwarenfabrik Schlesinger | | Fabrikationsgebäude der Schuhwarenfabrik Schlesinger |
| 09110278 | Sophienstraße 2–5 (Lage) | Vier Mietwohnhäuser | | Vier Mietwohnhäuser |
| 09110066 | Sophienstraße 19–21 (Lage) | Wohnhäuser | | Wohnhäuser |
| 09110067 | Sophienstraße 24 (Lage) | Wohnhaus | | Wohnhaus |
| 09110069 | Thomas-Müntzer-Hof (Lage) | Grabdenkmal für Albrecht Zehme | | Grabdenkmal für Albrecht Zehme |
| 09110070 | Tunnelstraße 13–16, 25–31 (Lage) | Wohnhäuser | | BW |
| 09110071 | Uferstraße 3 (Lage) | Kasernengebäude | Das Kasernengebäude wurde 1864 von Baumeister Altmann errichtet. Umbauten erfolgten 1883 und um 1900. | Kasernengebäude |
| 09110102 | Walter-Korsing-Straße 25 (Lage) | Wohnhaus | | Wohnhaus |
| 09110175 | Walter-Korsing-Straße 29 (Lage) | Wohnhaus und Wandgestaltung des einstigen Laubengangs | | Wohnhaus und Wandgestaltung des einstigen Laubengangs |
| 09110072 | Wieckestraße 1b (Lage) | Realgymnasium (heute Karl-Liebknecht-Gymnasium) | Der Gebäudekomplex wurde 1910/1911 als Reformrealgymnasium nach einem Entwurf des Stadtbaurates Karl Otto Schwatlo unter Beteiligung des Architekten Barth errichtet. 1910 zog die städtische Oberschule in das neue Gebäude um. Die städtische Oberschule geht auf die am 18. April 1341 erstmals erwähnte Frankfurter Lateinschule zurück und war seit 1824 im ehemaligen Collegienhaus der 1811 nach Breslau verlegten Frankfurter Universität Viadrina ansässig gewesen. Nach Beschädigungen im Zweiten Weltkrieg wurde das Gebäude 1945 vereinfacht instand gesetzt. Das Realgymnasium wurde zu einer Erweiterten Oberschule. 1978 zog eine Pädagogische Schule ein, die mittelfristig in eine Pädagogische Hochschule umgewandelt werden sollte, wozu es aber nicht kam. Ab 1985 nutzte ein Institut für Lehrerbildung das Gebäude. Nach der Deutschen Wiedervereinigung zog die Erweiterte Oberschule wieder ein, die 1992 in ein Städtisches Gymnasium umgewandelt wurde und den Namen Karl Liebknechts trägt. Von 1993 bis 1997 erfolgte eine umfangreiche denkmalgerechte Sanierung und Restaurierung, bei der das Dach neu gedeckt, der nördliche Schaugiebel und die Dachtürmchen wiederhergestellt und die Fassade statt des dunklen Rot-Tons mit dem originalen sandsteinfarbenen Kammputz versehen wurden. | weitere Bilder |
| 09110073 | Franz-Mehring-Straße 7–14, Wieckestraße 5–8 (Lage) | Wohnhausgruppe | | Franz-Mehring-Straße 7–14, Wieckestraße 5–8 |
| 09110590 | Ziegelstraße 19 a (Lage) | Hafenspeicher | Der Hafenspeicher wurde 1920/1925 direkt an der Oder in Höhe der Ziegelstraße gebaut. Die offizielle Adresse war: Ziegelstr. 19 a. Das Haus war massiv aus Ziegeln errichtet und hatte zwei Geschosse. Das Dach war ein Satteldach und mit den damals üblichen Biberschwänzen in der Doppeldeckung gedeckt. Im Erdgeschoss gab es 4 Räume, im Obergeschoss ebenfalls. Der Keller wurde 1997 beim Oderhochwasser überschwemmt. Vermutlich stand es seit dem Zeitpunkt leer und wurde ca 2013 abgerissen. Bemerkenswert war die ungewöhnlich repräsentative Treppe und der giebelseitig asymmetrische Aufbau. | weitere Bilder |